# Wzory (województwo świętokrzyskie)
Wzory – wieś sołecka w Polsce położona w województwie świętokrzyskim, w powiecie opatowskim, w gminie Iwaniska
Wieś jest siedzibą sołectwa Wzory, w skład którego wchodzą również: Kamienna Góra, Podzaldów, Poręb i Zielonka.
W latach 1975–1998 miejscowość administracyjnie należała do województwa tarnobrzeskiego.
| SIMC    | Nazwa         | Rodzaj     |
| ------- | ------------- | ---------- |
| 0794394 | Kamienna Góra | osada      |
| 0794402 | Podzaldów     | przysiółek |
| 0794419 | Poręba        | osada      |
| 0794425 | Zielonka      | przysiółek |